# Matthijs Kuiper
Matthijs Kuiper (Heerenveen, 19 maart 1951), was een schaatser die Nederlands Kampioen op de kortebaan werd. 
Kuiper werd in 1983 twintigste op de NK Sprint. In 1985 werd hij Fries Kampioen kortebaan. Zijn jongere broer is schaatser Geert Kuiper.
Na de openbare ULO in Wolvega ging hij naar de rijks kweekschool in Heerenveen.
| Jaar | Plaats          | Plak   | Kampioenschap |
| ---- | --------------- | ------ | ------------- |
| 1975 | Heerenveen      | Goud   | NK Kortebaan  |
| 1976 | Heerenveen      | Zilver | NK Kortebaan  |
| 1977 | Heerenveen      | Zilver | NK Kortebaan  |
| 1978 | Espel           | Brons  | NK Kortebaan  |
| 1979 | Stiens          | Brons  | NK Kortebaan  |
| 1980 | Groningen       | Brons  | NK Kortebaan  |
| 1981 | Kampen          |        | NK Kortebaan  |
| 1982 | Akkrum          | Zilver | NK Kortebaan  |
| 1983 | Heerenveen      | Brons  | NK Kortebaan  |
| 1984 | Heerenveen      | -      | NK Kortebaan  |
| 1985 | Heerenveen      | Goud   | FK Kortebaan  |
| 1986 | Zuid-Beijerland | -      | NK Kortebaan  |
| 1987 | Akkrum          | Zilver | NK Kortebaan  |